# Alphonse Mucha
Alfons Maria Mucha, (Ivančice, 24 de juliol de 1860 – Praga 14 de juliol de 1939), conegut internacionalment com Alphonse Mucha, i que signava habitualment només amb el seu cognom, fou un pintor i artista gràfic txec, àmpliament reconegut per ser un dels màxims exponents de l'Art Nouveau.

## Biografia
Les seves habilitats per al cant li van permetre continuar la seva educació secundària a Brno, capital de Moràvia; tanmateix, des de nen, es va sentir principalment atret pel dibuix. Va treballar en ocupacions de pintura decorativa a Moràvia, principalment per al teatre. El 1879, es va mudar a Viena per treballar amb una companyia vienesa de disseny teatral i aconseguí informalment completar la seva educació artística. Quan, el 1881, un incendi va destruir el negoci dels seus ocupadors, va tornar a Moràvia, i treballà de manera independent, fent pintures decoratives i retrats. El comte Kart Khuen de Mikulov el va contractar per decorar amb murals el castell de Hrusovany Emmahof, i va quedar tan gratament impressionat que va acordar apadrinar l'aprenentatge formal de Mucha a l'Acadèmia de Belles Arts de Múnic.

## Sarah Bernhardt

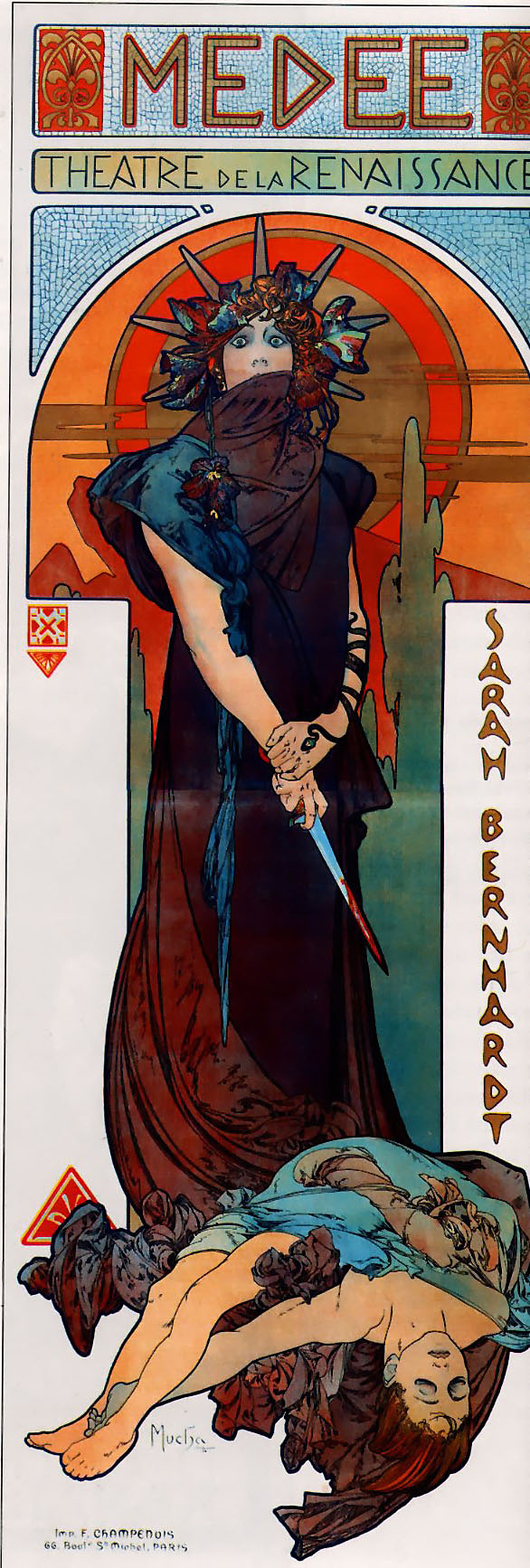
Medea, 1898.

Mucha es va mudar a París el 1887 i va continuar els seus estudis a l'Académie Julian i a l'Académie Colarossi, i produí alhora il·lustracions per a revistes i publicitat. El seu salt a la fama el va aconseguir amb el seu primer cartell litogràfic per a l'actriu Sarah Bernhardt i el seu Théâtre de la Renaissance, el cartell anunciava l'obra Gismonda de Victorien Sardou i va aparèixer els primers dies de gener del 1895 als murs de París, i va causar una veritable sensació. Sarah Bernhardt va oferir, immediatament, a Mucha un contracte d'exclusivitat per sis anys. Els cartells fets per a ella van contribuir a difondre la fama de l'actriu més enllà de les fronteres de França. Fins al 1901, Mucha no sols va ser responsable dels cartells publicitaris, sinó també de les escenografies i els vestuaris del Théâtre de la Renaissance.
Altres cartells famosos per al Théâtre de la Renaissance són:
- La Dame aux camélias (1896)
- Lorenzaccio (1899)
- La Samaritaine (1897)
- Médée (1898)
- Hamlet (1899)
- Tosca (1899)

Quan Mucha va visitar els Estats Units, va ser reclutat per l'excèntrica actriu Leslie Carter, que va tractar de superar el luxe i l'ostentació de les obres de teatre de Sarah Bernhardt, la qual cosa finalment la va portar a la ruïna. El format i la configuració dels cartells eren semblants als fets per al Théâtre de la Renaissance abans del 1900, amb una influència de les joies creades per Georges Fouquet.

## El joier Georges Fouquet

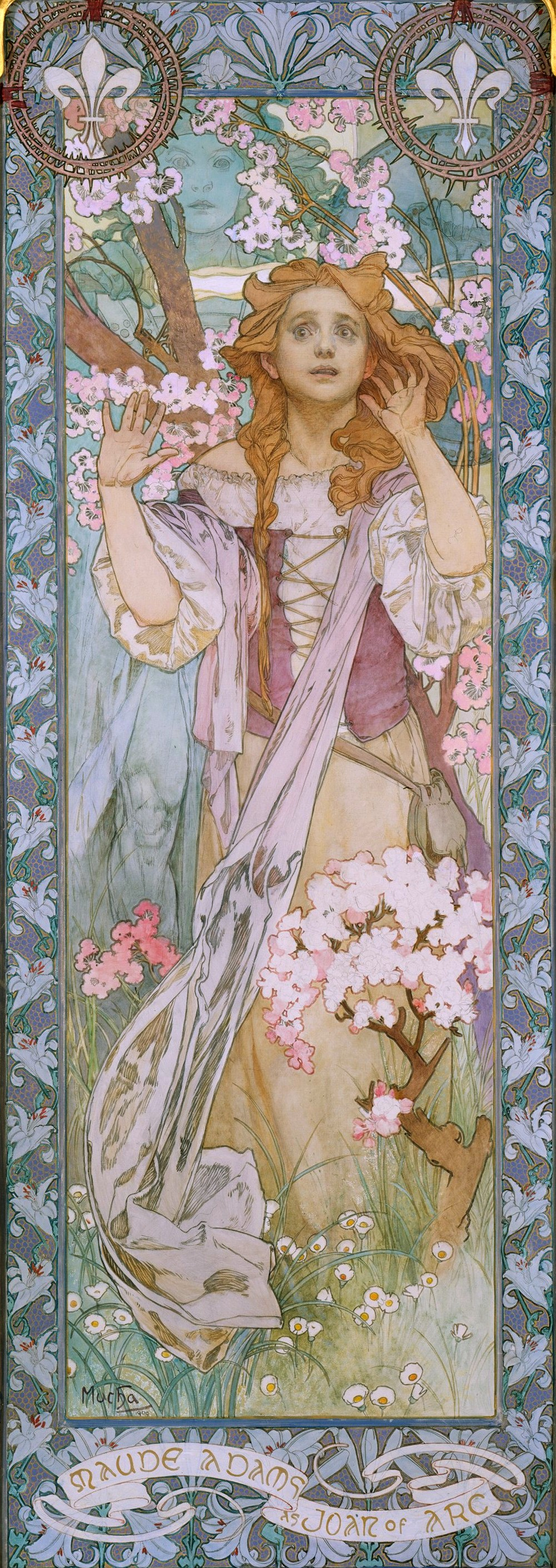
L'actriu Maude Adams caracteritzada com a Joana d'Arc

Una altra etapa del recorregut artístic de Mucha són les creacions per a la sèrie de joies afaiçonades pel joier parisenc Georges Fouquet seguint els dissenys de Mucha. A Fouquet, li van cridar l'atenció els ornaments amb què Mucha engalanava les dones dels seus cartells i plafons, reproduïts amb gran luxe de detalls, també en les seves propietats materials. Fouquet va presentar una col·lecció de joies creades sobre dissenys de Mucha a l'Exposició Universal de París del 1900; en aquesta, prevalien les reminiscències orientals i romanes d'Orient. A més, va dissenyar els interiors de la joieria de Fouquet. Mucha hi va renunciar més tard per tal d'assolir grups més amplis de compradors per a les seves obres.

## Obra

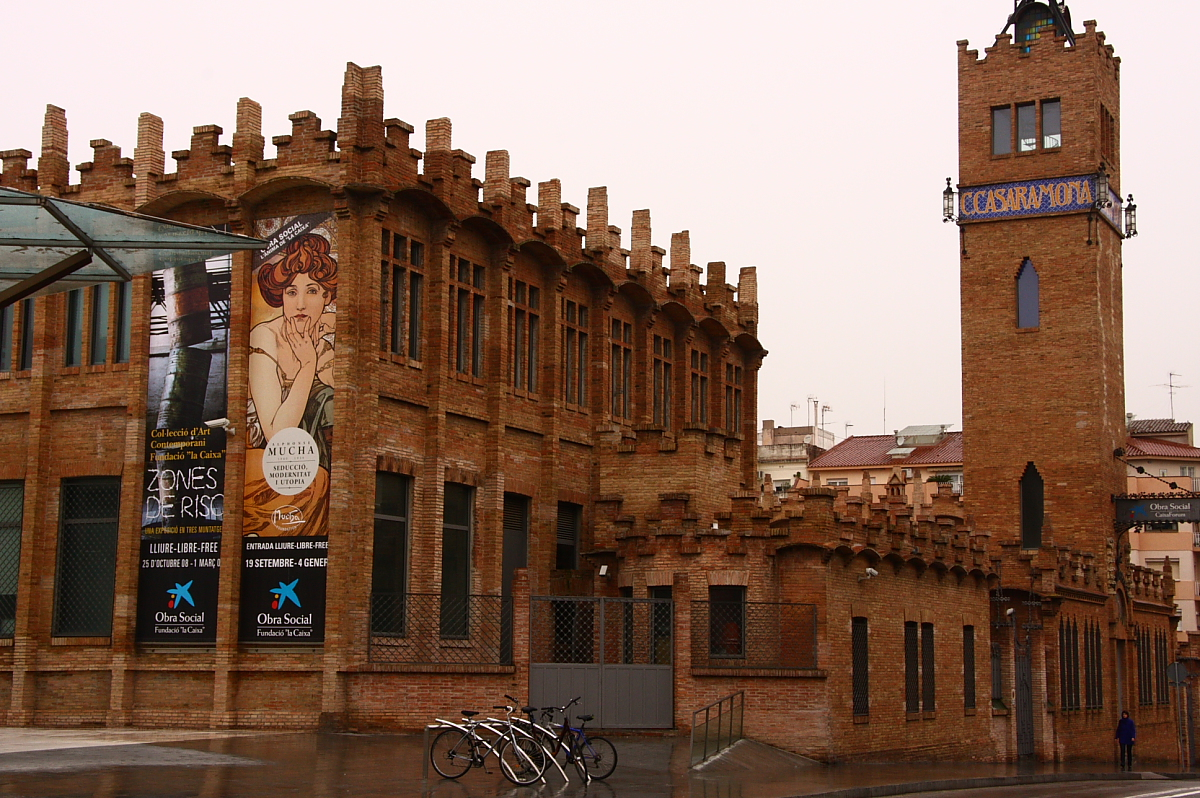
Cartell de l'exposició al Caixaforum (2008-2009)

Mucha va produir una gran quantitat de pintures, pòsters, anuncis i il·lustracions, així com dissenys per a joieria, catifes, empaperats i decorats teatrals dins el que es va arribar a conèixer com l'estil Art Nouveau. Els treballs de Mucha, freqüentment, introduïen dones joves i boniques, flotant en abillaments vagament neoclàssics, freqüentment envoltades d'exuberants flors que, de vegades, formaven rams darrere dels seus caps. Aquest estil va ser imitat amb freqüència. De tota manera, Mucha va intentar distanciar-se d'aquest estil al llarg de la seva vida, insistint que més que adherir-se a un cert estil de moda, les seves pintures s'originaven en la seva pròpia inspiració. Va declarar que pensava que l'art existia per a transmetre un missatge espiritual i d'aquí la seva frustració per la fama que va aconseguir mitjançant un art bàsicament comercial. A més a més, sempre va voler concentrar-se més en projectes elevats que ennoblissin l'art i el seu lloc de naixement. Mucha va visitar els Estats Units entre 1906 i 1910 i va retornar a terres txeques per establir-se a Praga, on va decorar el Teatre de Belles Arts així com altres llocs distintius de la ciutat.
Quan Txecoslovàquia va obtenir la independència, després de la Primera Guerra Mundial, Mucha va dissenyar segells postals, bitllets de banc i altres documents governamentals per a la nova nació. Va passar molts anys treballant en el que ell considerava la seva obra mestra, L'Èpica Eslava (Slovanská epopej), una sèrie d'enormes pintures que descriuen la història dels pobles eslaus, que va ser donat a la ciutat de Praga el 1928. Mucha havia somiat completar aquesta sèrie, una celebració de l'èpica eslava, des de la seva joventut. Amb l'esclat de la Segona Guerra Mundial, Mucha va ser arrestat i interrogat pels ocupants alemanys. Mai no es va recuperar de la tensió d'aquest episodi, que va ser causa de la seva mort. Va morir a Praga el 14 de juliol del 1939 a conseqüència d'una pneumònia i allà va ser enterrat, al cementiri de Vysehrad. La seva darrera pintura va ser El jurament d'unió dels eslaus.
En el temps de la seva mort, l'estil de Mucha es considerava ja passat de moda, però l'interès pel seu art va reviure a la dècada del 1960, continuant suscitant interès des de llavors. Ha influït il·lustradors contemporanis, com ara David Edward Byrd. Gran part de l'interès pel treball de Mucha pot ser atribuït al seu fill, a l'autor Jiri Mucha, qui va escriure extensament sobre el seu pare i va dedicar gran part de la seva vida a cridar l'atenció envers les seves obres.